# Општина Бачешти (Васлуј)
Бачешти (рум. Băceşti) општина је у Румунији у округу Васлуј.
Oпштина се налази на надморској висини од 147 m.